# Christian Paillier
Christian Paillier (* 28. Oktober 1936 in Baignes, Frankreich) ist ein ehemaliger französischer Radrennfahrer.

## Sportliche Laufbahn
Paillier wurde durch seine Teilnahme an Straßenradrennen bekannt, bei denen er bis zum 26. Lebensjahr als Amateur fuhr. 1961 erreichte er bei einem Kriterium im französischen Royan einen dritten Platz. Bei der Internationalen Friedensfahrt 1962 von Ost-Berlin über Prag nach Warschau war er Mitglied der französischen Nationalmannschaft. Er gewann die sechste Etappe von Karlsbad nach Prag und wurde in der Endwertung als Fünfter unter sechs Franzosen 62. bei 80 gewerteten Fahrern. Auch 1963 gehörte Pallier zum französischen Friedensfahrt-Aufgebot, schied aber vorzeitig aus.
Ebenfalls 1963 vollzog Pallier den Wechsel in das Berufsfahrerlager. Er unterschrieb einen Vertrag beim französischen Radsportteam Peugeot-BP-Englebert, bei dem auch die beiden deutschen Fahrer, der Querfeldeinweltmeister Rolf Wolfshohl und der Deutsche Meister von 1961 Karl-Heinz Kunde, unter Vertrag standen. Einziger bekannt gewordener Podestplatz aus Palliers Profizeit ist der zweite Platz bei einem Kriterium 1965 im französischen Sainte-Alvère.